# 하야시 호코
하야시 호코(林 鳳岡, はやし ほうこう, 간에이 21년 12월 14일(1645년 1월 11일) - 교호 17년 6월 1일(1732년 7월 22일))는 일본 에도 시대 전기 · 중기의 유학자이다.
아버지는 하야시 가호(林鵞峰). 이름은 마타시로(又四郎) · 하루쓰네(春常) · 노부타네(信篤). 자는 직민(直民). 호는 호코(鳳岡) · 세이우(整宇)이다.
일본 에도 시대 호황기로 꼽히는 겐로쿠 시대의 쇼군 도쿠가와 쓰나요시(徳川綱吉) 치세에 에도 막부의 문치 정치 추진에 공적을 세운 이들 가운데 한 사람이다.

## 인물 약력

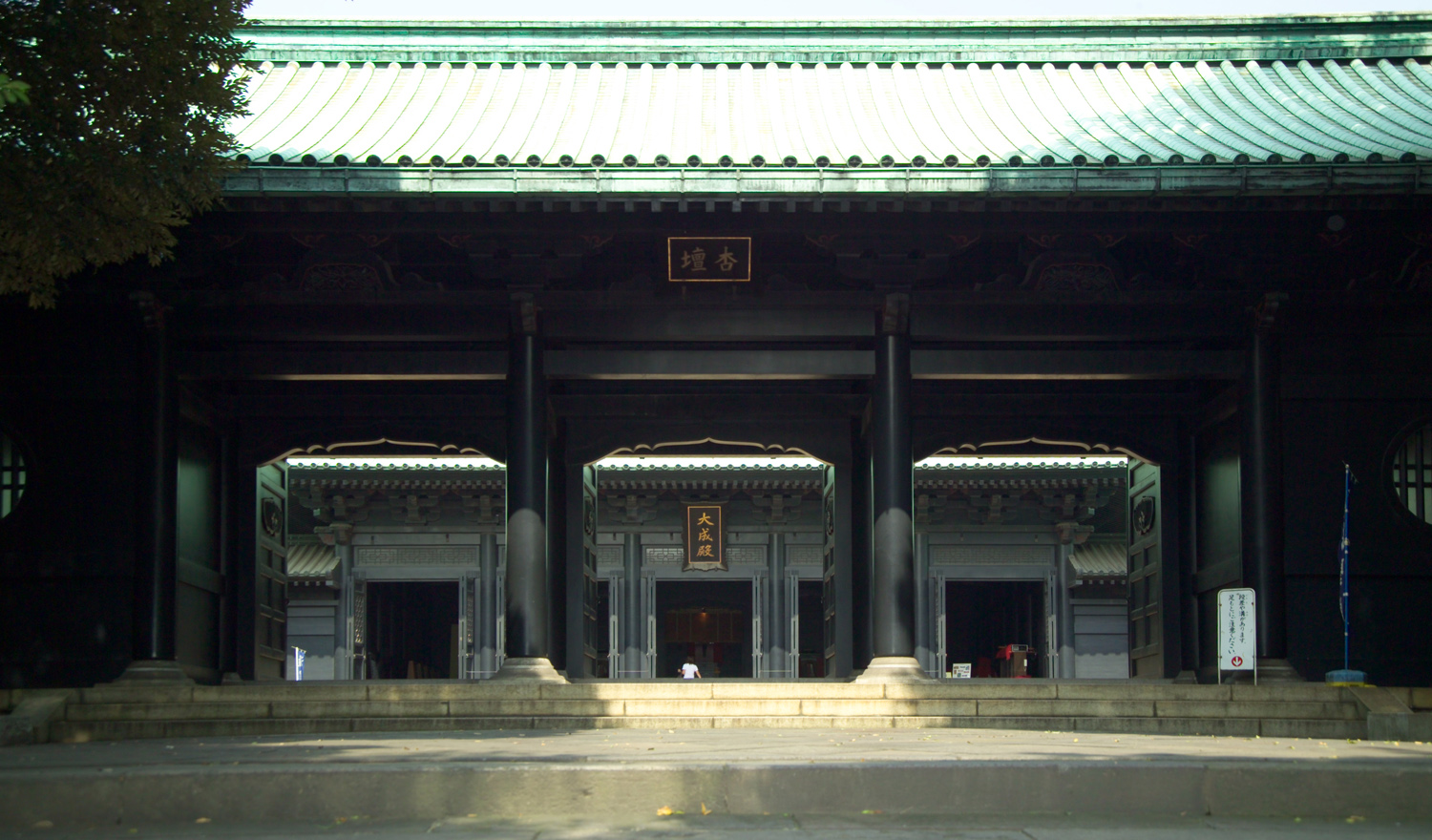
유시마 성당(湯島聖堂)

유학자 하야시 가호(林鵞峰)의 차남으로 에도에서 태어났다. 형의 하루노부(春信, 바이도梅洞)가 일찍 세상을 떠났으므로 그가 하야시 집안을 이었다.
엔호(延宝) 8년(1680년)에 아버지 · 가호가 사망하고 아버지의 직록을 이어 대장경법인(大蔵卿法印) · 홍문원학사(弘文院学士)가 되었다. 그 후, 에도 막부의 4대 쇼군 · 도쿠가와 이에쓰나(徳川家綱) 이후, 8대 쇼군 · 도쿠가와 요시무네(徳川吉宗)까지 5대에 걸쳐 막부를 섬겼다. 특히 5대 쇼군 · 쓰나요시, 8대 쇼군 · 요시무네의 신임이 두터웠으며, 쓰나요시의 명으로 전중에서 사무라이들을 상대로 유학을 강의한 적도 있었다.
겐로쿠 4년(1691년), 그때까지 우에노(上野) 시노부즈이케(不忍池) 지반에 있던 가숙(家塾)이 유시마로 옮겨져 유시마 성당(湯島聖堂)으로 준공되었고, 이에 맞추어 호코도 대학두(大学頭)로 임명되었다. 이때까지 유자는 불교 승려의 풍조를 따르며 사적(士籍)에 들어가는 일이 없었는데, 호코는 이에 대하여 강하게 반대의 뜻을 표명했다. 이에 따라 같은 해 호코는 속발개복(束髪改服)을 명령받아 종5위하에 서임되었다.
이후, 호코는 성당 학문소(聖堂学問所, 나중에 쇼헤이자카 학문소)를 관장하며, 대학두의 관직도 하야시 집안이 세습하게 되었다. 또, 그때까지 승려 형태으로 근무하고 있던 유관 제도도 끝나고, 유학자는 일반적으로 무사들과 동급으로 취급되게 되었다.
그 후, 호코는 쇼군을 섬기면서 유교 강학뿐만 아니라 관작이나 계보, 제전, 등 막부의 문서 행정에 참가해, 그동안 조선 통신사의 응접도 맡았다. 또한 무덕대성기(武徳大成記) 등의 편찬에 종사해 하야시 집안의 관학적 경향을 고집하였고, 복기령(服忌令)을 정했다. 또한, 그의 문하는 막부나 여러 번을 섬기며, 일본에서 유학의 발전에 크게 기여했다.
교호 8년(1723년), 아들 노부미쓰(信充, 하야시 류코林榴岡)에 가독을 양도했다.
교호 17년(1732년), 87세에 사망했다.

## 저서·문인
저서에 《호코 학사집》(鳳岡学士集), 《간에이 소설》(寛永小説) 등이 있고, 겐로쿠 4년(1691년) 이후에는 오로지 유시마를 문교의 본부(文教の府)로 삼아 유교의 진흥에 힘썼다.
호코의 문인으로는 그의 적자인 노부미쓰 외에도 이노우에 난다이(井上蘭台), 아키야마 교쿠잔(秋山玉山), 오카시마 간잔(岡島冠山), 구로사와 지코(黒沢雉岡), 마츠다이라 노리모리(松平乗薀)가 있었다. 또한 가쓰라야마 사이간(桂山彩巌), 고토 규안(後藤栗庵), 요시노 가인(良野華陰), 하야미 쓰네후사(速見常房) 등 다수에게 영향을 주었다.

## 한시
아코 낭사들이 할복을 명령받았을 때(주신구라 사건) 호코가 읊은 한시가 전해지고 있다.
이 시는 “에도 막부의 공식 견해 · 정책과 유학자로서의 하야시 집안 및 호코 개인의 견해 사이에 차이는 있는가”라는 물음도 들어 있어 논란이 되기도 한다.
일찍이 들으니 장사는 떠나면 돌아오지 않으니
역수 바람 찬데 소매를 걷어붙이고
숯을 삼키고 모습을 바꾸어 예양의 자취를 따르니
해가(薤歌)로 눈물을 흘리게 함은 전횡을 따름이라
정성은 돌을 부수니, 죽어도 무슨 후회가 있으랴
의기는 황하를 맑게 하니, 삶이란 지극히 가벼운 것
46인이 모두 함께 칼 앞에 엎드러졌거늘
상천께서는 어찌하여 그 충성을 살피지 않으셨나

## 연기한 배우
- 사노 아사오(佐野浅夫) : 「 충신장 」(연말 시대극 스페셜, 1985년, NTV)
- 스즈키 미즈호(鈴木瑞穂 : '8대 장군 요시무네'(대하드라마, 1995년, NHK)

### 내용주
1. ↑  교호 원년에 태어난 마쓰다이라 노부모리(松平乗薀)는 호코 만년의 제자로 훗날 미노 국(美濃国) 이와무라 번(岩村藩)의 번주가 되었다. 또한 노부모리의 셋째 아들인 마쓰다이라 노리히라(松平乗衡)는 하야시 집안에 양자로 들어가 하야시 슛사이(林述斎)라는 이름으로 하야시 집안의 8대 당주를 잇게 된다.

### 참조주
1. 1 2 3 4 5 6 7  藤谷（1979）pp.107-108
2. ↑  玉懸（2004）
3. ↑  師弟関係図 (PDF) （小林松篁）

## 참고 문헌
- 藤谷俊雄「林鳳岡」日本歴史大辞典編集委員会『日本歴史大辞典第8巻 は－ま』河出書房新社、1979年11月。
- 玉懸博之「林鳳岡」小学館編『日本大百科全書』（スーパーニッポニカProfessional　Win版）小学館、2004年2月。ISBN 4099067459
- 揖斐高「江戸幕府と儒学者　林羅山・鵞峰・鳳岡三代の闘い」中央公論社、中公新書、2014年06月。ISBN 9784121022738

## 같이 보기
- 쇼헤이자카 학문소
- 아코 낭사